# 志田達哉
志田 達哉（しだ たつや、1990年12月6日 - ）は、日本棋院中部総本部所属の囲碁棋士。福井県あわら市出身。
主な実績に、2023年第6回SGW杯中庸戦優勝、名人戦リーグ2期、本因坊戦リーグ1期、第20期阿含・桐山杯準優勝、第65回NHK杯準優勝など。日本棋院初の1990年代生まれの入段者。

## 来歴
小学1,2年生の頃に祖父から教わって囲碁を始めた。1999年、金津町立金津東小学校3年時に第20回少年少女囲碁大会全国大会に進出したが、優勝する向井千瑛に初戦で当たり敗退。2000年、同4年時の第21回大会では兆乾らを下し3位に入賞。その後、日本棋院中部総本部の院生となる。
中学1年生の時に父とともに愛知県名古屋市に移住。身の回りのことは父がこなし、志田は囲碁の研鑽に没頭した。2005年、中部・関西合同リーグで1位となりプロ入りを決める。2006年4月1日、15歳で入段。
入段翌年の2007年には、出場者中最年少でありながら第2回若鯉戦（当時は非公式戦）で優勝。2009年には第36期天元戦で七大棋戦の本戦に初進出、2010年にはNHK杯テレビ囲碁トーナメントに初出場。また、2009-2010年に中野杯U20選手権（非公式戦）で2年連続準優勝（いずれも決勝戦で村川大介に敗退）。
2011年、公式戦となった第6回若鯉戦で決勝戦まで進出したが、内田修平七段に敗れ初タイトル獲得はならず。また、第20期竜星戦でベスト8まで進出したほか、第2回おかげ杯（非公式戦）でも準優勝。
2013年には第20期阿含・桐山杯で黄翊祖八段・高尾紳路九段・一力遼三段に勝利し、一般棋戦での優勝まであと1勝としたが、決勝戦で村川大介七段に敗れ準優勝。同年は賞金ランキングで初のトップ10入り。
その後も2014年の第39期新人王戦で準優勝（決勝戦で一力遼七段に1勝2敗）、2015年の第10回若鯉戦で準優勝（決勝戦で寺山怜四段に敗退）と、あと1勝が遠い戦いが続いた。2015年は第53期十段戦・第40期碁聖戦でともに本戦ベスト4まで進出。
2016年も第54期十段戦でベスト4まで進出。また、第41期棋聖戦Cリーグで5勝0敗となり挑戦者決定トーナメントに進出した。2017年第42期棋聖戦Bリーグでも6勝1敗で1組1位となり（プレーオフは2組1位の余正麒七段に敗退）、Aリーグに昇格。
2018年、第56期十段戦で挑戦者決定戦に進出したが、村川大介八段に敗れ初の挑戦手合進出はならなかった。第65回NHK杯でも決勝戦まで進出したものの、井山裕太NHK杯選手権者に敗れ準優勝。第43期棋聖戦Aリーグは志田を含む四者が5勝2敗で並んだが、序列により志田は4位（残留）。
2019年、第75期本因坊戦最終予選で村松大樹六段・村川大介十段・本木克弥八段・黄翊祖八段に勝利し、自身初のリーグ入り。本因坊リーグは3勝4敗で陥落したが、名人戦でも2021年に最終予選を制して第47期リーグ入りし、2022年8月、4勝4敗で残留に成功した。また、2021年は4期ぶりにBリーグに降格して棋聖戦を戦ったが、5勝2敗で1組1位となり（プレーオフは2組1位の孫喆七段に敗退）、Aリーグに復帰。
2023年の第48期名人戦リーグは3勝5敗で陥落。しかしながら、第6回SGW杯中庸戦で吉川一四段・溝上知親九段・小県真樹九段・安達利昌七段に勝利し優勝。2007年の若鯉戦以来となる棋戦優勝で、自身初タイトルを獲得した。

## 人物
- 地にカラい棋風で、進んで戦いを仕掛けることは少ない[28][29]。シノギやヨセを得意とする[30]。
- 寡黙な人柄で、「声を聞いたことがない」という声すらあるが、そうした人柄に惹かれる囲碁ファンも少なくない[29][30]。囲碁以外に目立った趣味もなく、修業時代から囲碁のみに没頭する日々を送った[2][30]。

## 棋歴

### 獲得タイトル
- SGW杯中庸戦（2023年・第6回）

### 主要な良績
- 棋聖戦 挑戦者決定トーナメント進出1回（第41期）
- 名人戦 リーグ入り3期（第47-49期）
- 本因坊戦 リーグ入り1期（第75期）
- 碁聖戦 本戦ベスト4（第40期）
- 十段戦 本戦決勝進出（第56期）、本戦ベスト4（第53-54期）
- 阿含・桐山杯 準優勝（第20期）
- NHK杯 準優勝（第65回）
- 新人王戦 準優勝（第39期）
- 若鯉戦 優勝（第2回）、準優勝（第6,10回）、3位（第5回）※第1-5回は非公式戦
- 中野杯U20選手権 準優勝（第6-7回）、4位（第3-4回）※非公式戦
- おかげ杯 準優勝（第2回）※非公式戦

### 昇段履歴
- 2006年4月1日 初段
- 2008年4月1日 二段（賞金ランキング）[31]
- 2009年8月21日 三段（勝星規定）[32]
- 2011年1月1日 四段（賞金ランキング）[33]
- 2012年1月1日 五段（賞金ランキング）[34]
- 2013年1月1日 六段（賞金ランキング）[35]
- 2014年1月1日 七段（賞金ランキング）[36]
- 2019年6月28日 八段（勝星規定）[37]